# Autonoe (maan)
Autonoe of Jupiter XXVIII is een natuurlijke satelliet van Jupiter. De maan werd ontdekt in 2001 door de Universiteit van Hawaï onder leiding van Scott S. Sheppard en kreeg de naam S/2001 J 1.
Autonoe is ongeveer 4 kilometer in doorsnee en draait om Jupiter met een gemiddelde afstand van 24.037 Gm in 761,01 dagen.